# Deutsche Eishockey-Meisterschaft 1946/47
In der Saison 1946/47 wurden die ersten Eishockeyspiele in Deutschland nach dem Zweiten Weltkrieg durchgeführt. Es gab verschiedene Meisterschaften, die am Ende als offiziell geltende Deutsche Meisterschaft gewann der SC Riessersee.

## Inoffizielle Meisterschaften

### Interzonen-Meisterschaft der Bizone
Der Krefelder Eishockeyförderer Willi Münstermann organisierte bis November 1946 eine inoffizielle deutsche Meisterschaft. Nachträglich wurde diese Veranstaltung zur Interzonen-Meisterschaft der Bizone erklärt.
Bekannt sind nur zwei Spielergebnisse.
|  | SC Riessersee | 9:5 | Düsseldorfer EG |  |

|  | Krefelder EV | 7:6 | EV Füssen |  |

|    |                 | Sp | Punkte |
| -- | --------------- | -- | ------ |
| 1. | Krefelder EV    | 6  | 9:3    |
| 2. | SC Riessersee   | 6  | 8:4    |
| 3. | ESV Füssen      | 6  | 4:8    |
| 4. | Düsseldorfer EG | 6  | 3:9    |

### Inoffizielle Deutsche Meisterschaft in München
Am 3. Dezember 1946 berichtete die Zeitung Sport-Kurier über eine Deutsche Meisterschaft, die in München stattgefunden habe.
Was nach dem Bericht in der Süddeutschen Zeitung ein Turnier der Meister war.
|  | SC Riessersee | 9:2 | Krefelder EV |  |

|  | SC Riessersee | 10:1 | EV Füssen |  |

|  | Krefelder EV | 8:7 | EV Füssen |  |

|    |               | Sp | S | U | N | Tore  | Punkte |
| -- | ------------- | -- | - | - | - | ----- | ------ |
| 1. | SC Riessersee | 2  | 2 | 0 | 0 | 19:03 | 4:0    |
| 2. | Krefelder EV  | 2  | 1 | 0 | 1 | 10:16 | 2:2    |
| 3. | ESV Füssen    | 2  | 0 | 0 | 2 | 08:18 | 0:4    |

Abkürzungen: Sp = Spiele, S = Siege, U = Unentschieden, N = Niederlagen

## Regionale Meisterschaften

### Hessen
Die beiden ersten qualifizierten sich für die Vorrunde West der Deutschen Meisterschaft.
|  | VfL Bad Nauheim | 8:1 | SC 1880 Frankfurt |  |

|  | SC 1880 Frankfurt | 2:8 | SC Forsthausstraße Frankfurt |  |

|  | VfL Bad Nauheim | 7:1 | SC Forsthausstraße Frankfurt |  |

|    |                              | Sp | S | U | N | Tore  | Punkte |
| -- | ---------------------------- | -- | - | - | - | ----- | ------ |
| 1. | VfL Bad Nauheim              | 2  | 2 | 0 | 0 | 15:02 | 4:0    |
| 2. | SC Forsthausstraße Frankfurt | 2  | 1 | 0 | 1 | 09:09 | 2:2    |
| 3. | SC 1880 Frankfurt            | 2  | 0 | 0 | 2 | 03:16 | 0:4    |

Abkürzungen: Sp = Spiele, S = Siege, U = Unentschieden, N = Niederlagen

### Bayern
Finale
|  | SC Riessersee | 4:3 | EV Füssen |  |

Nach einem nicht gegebenem Ausgleichstreffer der Füssener wurde das Spiel acht Minuten vor Spielende abgebrochen. Weitere Teilnehmer an den Ausscheidungsspielen im Rahmen der Meisterschaft waren HC Augsburg, SC München, Münchener EV, EV Tegernsee, EV Miesbach, EC Bad Tölz und TG Landshut.

### Berlin
In Berlin hatten die alliierten Behörden alle bürgerlichen Vereine aufgelöst und zunächst nur die Bildung kommunaler Sportgruppen zugelassen. Drei regionale Mannschaften bildeten sich: West (SG Eichkamp, die im Wesentlichen aus der Mannschaft des Rekordmeisters Berliner Schlittschuhclub bestand), Süd (SG Tempelhof) und Nord (SG Pankow).
- SG Eichkamp – SG Pankow 16:3
- SG Tempelhof – SG Pankow 5:0
- SG Eichkamp – SG Tempelhof 3:1

|    |              | Sp | S | U | N | Tore | Punkte |
| -- | ------------ | -- | - | - | - | ---- | ------ |
| 1. | SG Eichkamp  | 2  | 2 | 0 | 0 | 19:4 | 4      |
| 2. | SG Tempelhof | 2  | 1 | 0 | 1 | 6:3  | 2      |
| 3. | SG Pankow    | 2  | 0 | 0 | 2 | 3:21 | 0      |

Finale
- SG Eichkamp – SG Tempelhof 24:8

Gespielt wurde in der Ruine des Berliner Sportpalasts und in Berlin-Pankow. Meister wurde im Februar 1947 die SG Eichkamp nach einem 24:8-Sieg gegen die SG Tempelhof. Tempelhof wurde nach einem 8:4 gegen Pankow Zweiter.

## Offizielle Deutsche Meisterschaft
Ende Januar wurde die Deutsche Meisterschaft komplett neu ausgeschrieben und alle bisherigen Spiele annulliert. Gespielt werden sollte in drei regionalen Vorrundengruppen, die Sieger qualifizierten sich für die Endrunde.

### Vorrunde
| Gruppe Nord in Krefeld | Gruppe Süd-West in Bad Nauheim | Gruppe Bayern in Garmisch-Partenkirchen |
| ---------------------- | ------------------------------ | --------------------------------------- |
| Krefelder EV           | Stuttgarter EC                 | SC Riessersee                           |
| Düsseldorfer EG        | EC Schwenningen                | EV Füssen                               |
| SG Eichkamp Berlin     | SC Forsthausstraße Frankfurt   | Münchener EV                            |

Die Vorrunde Nord wurde nicht ausgespielt. Düsseldorf und Krefeld lehnten unter Hinweis auf die Bizonen-Meisterschaft ab.
Die Vorrunde Bayern gewann Riessersee
Die Vorrunde Süd-West fand am 16. und 17. Februar 1947 in Bad Nauheim statt. Neben den geplanten Teilnehmern nahm auch Bad Nauheim als hessischer Meister teil, die hessische Meisterschaft war direkt zuvor ausgespielt worden. Das Ergebnis des Spiels der beiden hessischen Mannschaften wurde übernommen. Auf Protest von Stuttgart wurde Bad Nauheim wegen des Einsatzes unberechtigter Spieler disqualifiziert und Stuttgart qualifizierte sich für die Endrunde.
|    |                              | Sp | S | U | N | Tore  | Punkte |
| -- | ---------------------------- | -- | - | - | - | ----- | ------ |
| 1. | VfL Bad Nauheim              | 3  | 3 | 0 | 0 | 28:08 | 6:0    |
| 2. | Stuttgarter EC               | 3  | 1 | 1 | 1 | 08:14 | 3:3    |
| 3. | EC Schwenningen              | 3  | 1 | 0 | 2 | 07:15 | 2:4    |
| 4. | SC Forsthausstraße Frankfurt | 3  | 0 | 1 | 2 | 03:12 | 1:5    |

Abkürzungen: Sp = Spiele, S = Siege, U = Unentschieden, N = Niederlagen

### Endrunde

#### Süddeutsche Meisterschaft
|  | SC Riessersee | 16:2 | Stuttgarter EC | Garmisch-Partenkirchen |

#### Endspiel um die Deutsche Meisterschaft
| Anfang März 1947 | SC Riessersee | 10:1 (4:0, 3:0, 3:1) | SG Berlin-Eichkamp | Garmisch-Partenkirchen Zuschauer: 8.000 |

### Meistermannschaft
Die Mannschaft des SC Riessersee bestand aus den Spielern Wilhelm Egginger, Franz Dolna, Gustav Jaenecke,  Hans Lang, Wolf Röhrl,  Philipp Schenk, Walter Schmidinger, Hugo Speth, Franz Stern, Georg Strobl,  Karl Wild.

Trainer war Franz Kreisel.